# 드 브로이-봄 이론
물리학의 양자역학의 해석 방법 중의 하나로 양자역학의 해석방법에서 주류적인 코펜하겐 해석 이외의 해석방법 중의 하나이다. 봄 해석의 다른 이름으로는 파일럿 파동 이론, 봄 역학, 드 브로이-봄 이론, 인과률적 해석 등이 있다. 봄 해석에서는 여러 가지 가능한 상태를 나타내는 파동함수 이외에 관측되지 않는 상태에서도 존재하는 실재의 상태(configuration)를 가정한다. 이 상태(즉, 모든 입자의 위치 또는 모든 장의 상태)의 시간에 따른 변화는 가이드 함수(guiding function)를 통하여 파동함수로 정의된다. 파동함수의 시간에 따른 변화는 슈뢰딩거 방정식으로 주어진다. 드 브로이-봄 이론은  루이 드 브로이(1892-1987)과 데이비드 봄(1917-1992)의 이름을 따서 명명되었다.
이 이론은 결정론적이고 비국소적이다. 어느 한 입자의 속도는 가이드 함수의 값에 의하여 결정되는데, 이는 파동함수에 의하여 주어지는 계의 상태에 의존한다. 또한 파동함수는 원칙적으로 우주전체에 해당하는 계의 경계 조건에 의하여 결정된다.

## 같이 보기
- 국소적 숨은 변수 이론
- 확률 흐름